# НОО (онлайн-школа)
НОО (онлайн-школа) — публичная общеобразовательная онлайн-школа, направленная на подготовку учеников к различным экзаменам.
1. ↑  НОО - ПОДГОТОВКА К ЕГЭ И ОГЭ НА ВЫСОКИЕ БАЛЛЫ. www.no-os.ru. Дата обращения: 16 августа 2025.